# ۷۹۷ (خورشیدی)
۷۹۷ هفتصد و نود و هفتمین سال هجری خورشیدی است.